# Quatro por Um
Quatro por Um é uma banda brasileira de música cristã contemporânea e pop rock fundada em 2002. Em treze anos de carreira, lançou sete discos de estúdio e um ao vivo.

## Biografia
Em 2002, a banda foi criada por Emerson Pinheiro, que se juntou aos amigos Valmir Bessa, Duda Andrade e Marcus Salles, para levar os jovens a ter um compromisso sério com a igreja através da música. Os quatro integrantes já eram bons músicos, e também já eram conhecidos no meio musical religioso por participação em trabalhos de vários cantores. A partir daí, todos já tinham a certeza que já estava na hora de montar uma banda, e com a ajuda de Fernanda Brum e da gravadora MK Music, o grupo lançou o primeiro trabalho em 2003.
Entretanto, no ano de 2005, Emerson decidiu abandonar a banda devido a vários compromissos de shows e apresentações, o que acabou interferindo na vida pessoal com a esposa e a igreja. Em 2010,  Marcus Salles também sai do grupo para investir em sua carreira solo. Klev Soares tornou-se o vocalista desde então.
Em 2010, lançaram o álbum  Uma Voz, que marcou a estreia de Klev.[carece de fontes?]
Em 2013, lançaram seu primeiro álbum ao vivo, intitulado Nada é Impossível.[carece de fontes?]
Em fevereiro de 2015, a banda lançou o seu último disco, Deixa o Céu Descer. O baterista Valmir Bessa anunciou sua saída do grupo. Em dezembro do mesmo ano, Duda e Klev anunciaram o fim do Quatro por Um.

## Discografia
- 2003: Quatro por Um
- 2004: De Volta à Inocência
- 2006: Um Chamado
- 2007: Enquanto Houver Fôlego
- 2009: Hoje
- 2010: Uma Voz
- 2013: Nada é Impossível
- 2015: Deixa o Céu Descer

## Integrantes
- Klev Soares — vocal, baixo (2010—2015)
- Duda Andrade — guitarra, violão (2002—2015; 2025–atualmente)
- Valmir Bessa — bateria, percussão (2002—2015; 2025–atualmente)
- Emerson Pinheiro — vocal, teclado, piano, violão (2002—2006; 2025–atualmente)
- Marcus Salles — vocal, baixo (2002—2010; 2025–atualmente)
- Bruno Santos — teclado (2007—2010; 2025–atualmente)